# Retirantes
Retirantes é uma pintura de Candido Portinari, pintada na cidade de Petrópolis no ano de 1944. Esta obra faz parte do acervo do Museu de Arte de São Paulo (MASP).
Esta obra pertence á corrente artística chamada de expressionismo, onde existe a representação de figuras como formas simples e muitas vezes distorcidas, exemplo visível neste quadro, da mesma maneira que é visível a expressão de temas como a angústia e o desespero.

## Descrição
O painel é um óleo sobre tela com textura lisa e espessa, pinceladas marcadas e efeitos produzidos pela espátula. Retrata quatro adultos e cinco crianças, caracterizando uma família de retirantes em uma paisagem de sertão. Os rostos são marcados com traços que indicam sofrimento. A obra segue o estilo do pintor Pablo Picasso.